# Flame (muzička grupa)
Flame je bila ženska pop grupa koju su činile pet devojaka od toga pevačice su bile Arijana Katavić i Gloria Sangare a najveću popularnost su stekle numerom Pučina.

## Karijera
Karijeru su započele devedesetih godina a prvi album pod nazivom Flame objavile su 1998. godine za diskografsku kuću City Records. Tada su najveću popularnost stekle sa pesmom Pučina sa kojom su se 1998. godine predstavljale na festivalu Sunčane Skale 1998. Takođe pored Pučine imali su i hitove Ti Amo, U paklu i raju, Fiesta. Bile su posle grupe Models najpopularnija ženska grupa devedesetih. Nakon raspada grupe sve su se članice povukle iz javnog života a Glorija Sangare je oduzela sebi život 2015. godine u bazenu svoje vilie u Majamiju, dok je Arijana kratko nastavila solo karijeru i izbacila album pod nazivom Afrika.

## Diskografija

### Albumi
- 1998. Flame

### Singlovi
- Storm
- U Paklu i Raju
- Pučina
- Fiesta
- Ti Amo
- Ljubav Mi Daj
- Pod Sjajem Zvezda
- Pali Mali Moj
- Ti Amo / Club Remix
- Ljubav Mi Daj / Remix